# Apatelodes torrefacta
Apatelodes torrefacta, hoặc Spotted Apatelodes, là một loài bướm đêm thuộc họ Bombycidae hoặc Apatelodidae (if this family is considered valid) family. Nó được tìm thấy ở Maine và miền nam Ontario to Florida, phía tây đến Texas, và phía bắc đến Wisconsin.

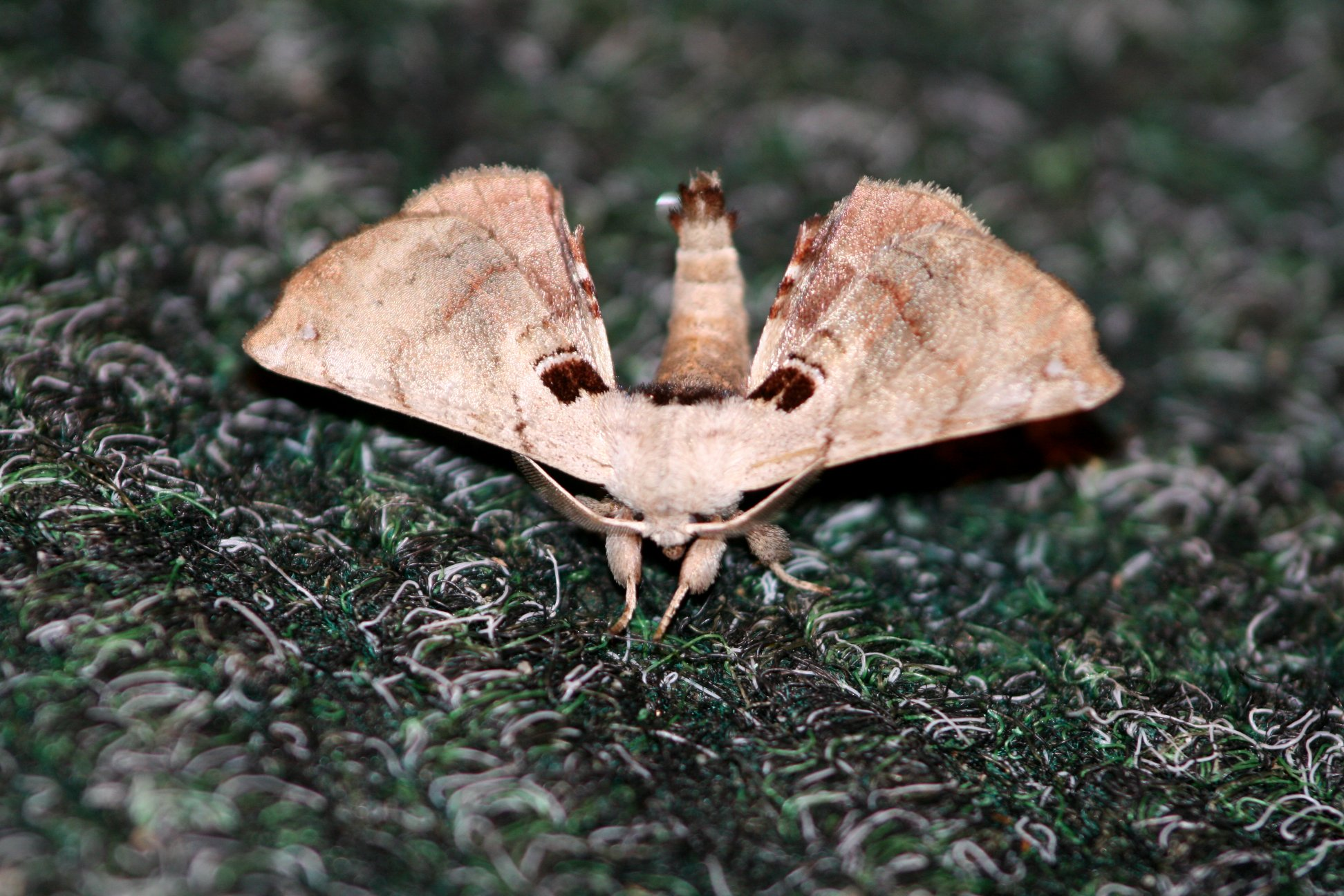
Apatelodes torrefacta,
face-on view, Frozen Head State Park in Morgan County, Tennessee.

Sải cánh dài 32–42 mm. Con trưởng thành bay từ tháng 5 đến tháng 8. Có hai lứa trưởng thành một năm ở phía nam và one in the north.
The larvae feed on Fraxinus, Prunus, Acer và Quercus species.

## Hình ảnh

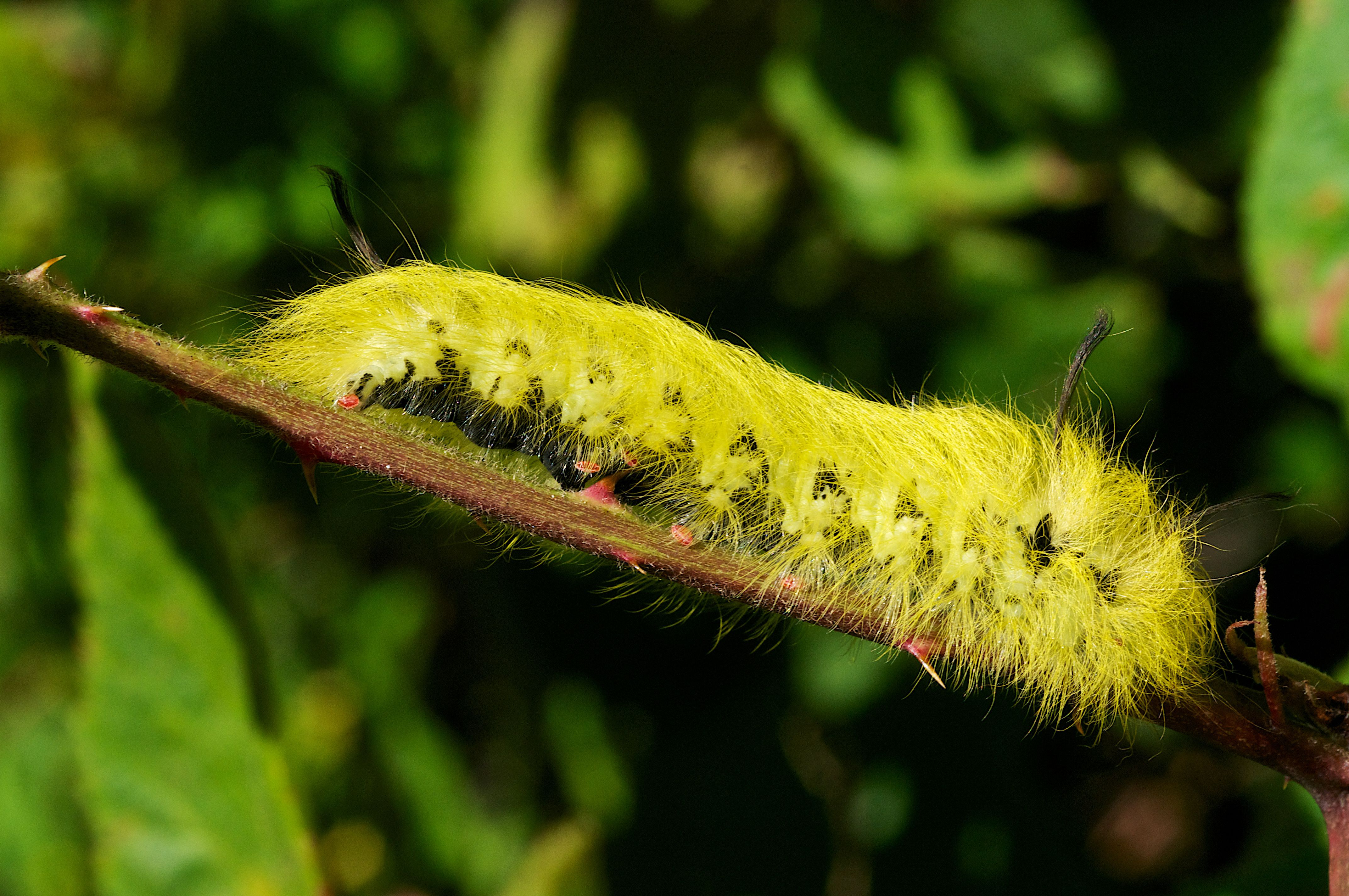
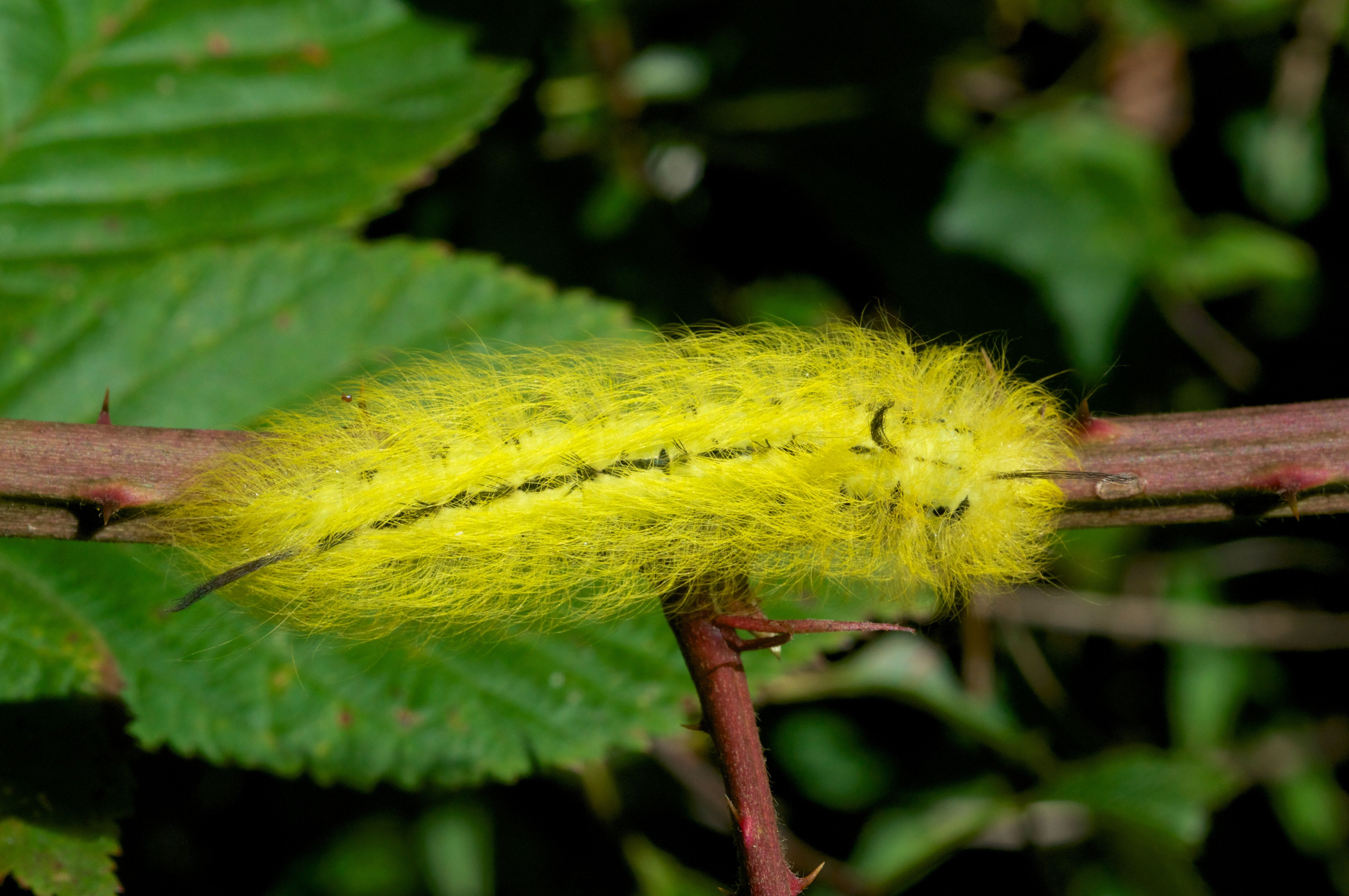
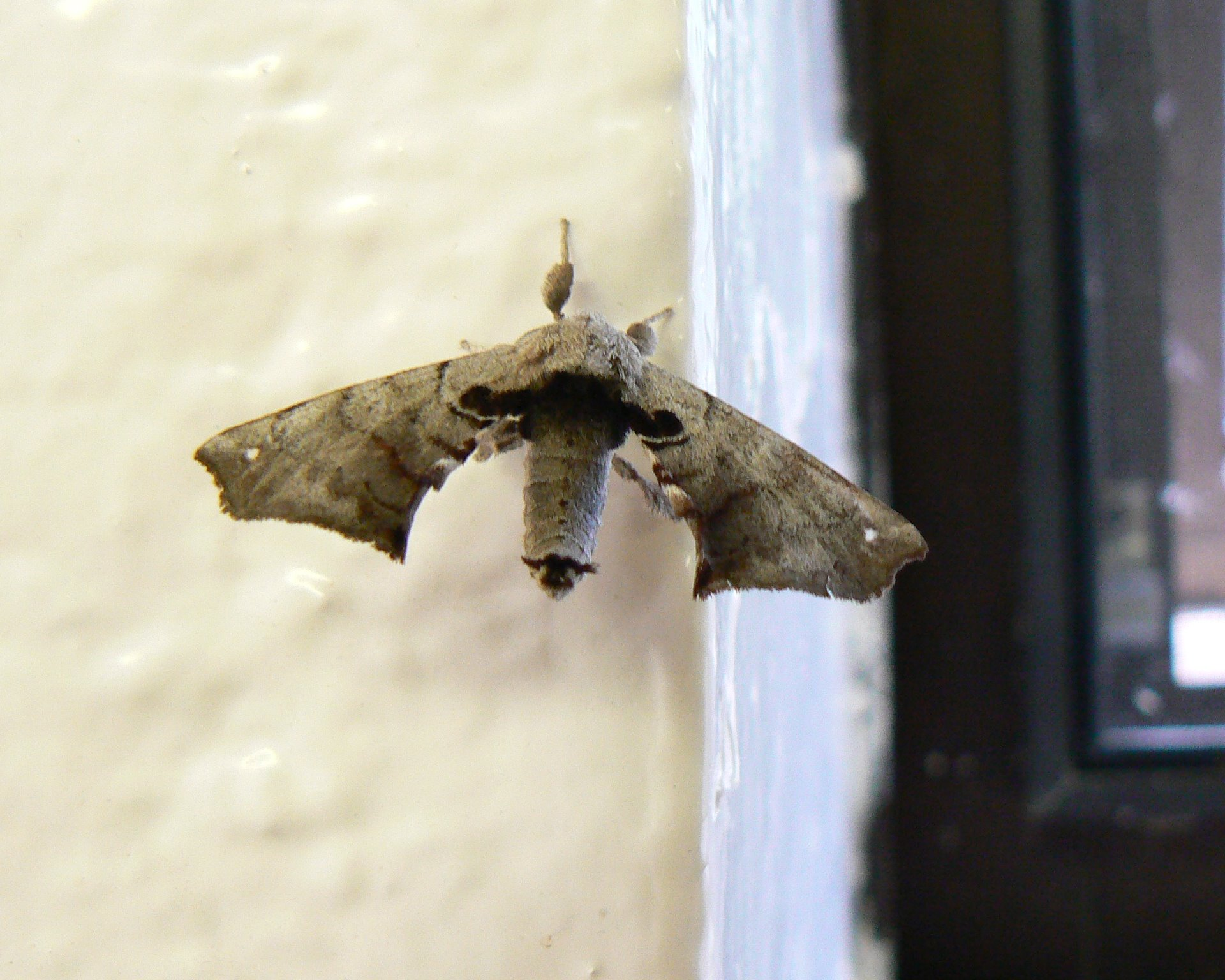